# Mount Speke
Mount Speke is een berg in Oeganda, gelegen in het Rwenzorigebergte, dat ook wel de "Maanbergen" wordt genoemd vanwege hun besneeuwde toppen. De berg heeft een hoogte van 4.890 meter en is de op een na hoogste berg in de Rwenzori, en de op vier na hoogste berg van het Afrikaanse continent.

## Beschrijving
De berg bevindt zich op de grens tussen Oeganda en de Democratische Republiek Congo, in het Rwenzorigebergte, dat deel uitmaakt van de oostelijke tak van de Afrikaanse Plaat. Speke is bekend om zijn steile rotswanden, gletsjers en ruige terrein.
De berg is vernoemd naar John Hanning Speke, een Britse ontdekkingsreiziger die bekendheid verwierf door zijn zoektocht naar de bron van de Nijl.
De eerste gedocumenteerde beklimming van Mount Speke vond plaats in 1906 door een expeditie onder leiding van de Italiaanse bergbeklimmer en ontdekkingsreiziger Luigi Amedeo.